# 大分県立歴史博物館
大分県立歴史博物館（おおいたけんりつれきしはくぶつかん）は、大分県宇佐市大字高森字京塚の宇佐風土記の丘内にある歴史博物館。

## 概要
1981年（昭和56年）の宇佐風土記の丘の開設に伴い、敷地内に、「うさ・くにさきの歴史と文化」をテーマとする大分県立宇佐風土記の丘歴史民俗資料館として開館した。その後、1998年（平成10年）4月に名称を大分県立歴史博物館に改め、同10月には常設展示室を増設するとともに、展示内容の刷新、情報システムの整備を行って展示をリニューアルした。
館内では、宇佐神宮や国東半島の六郷満山（六郷山）の八幡・仏教文化などを中心に、大分の歴史・文化に関する体系的な常設展示が行われており、国宝の富貴寺大堂、臼杵磨崖仏、重要文化財・史跡の熊野磨崖仏の実物大複製模型等が展示されている。
また、大分県立歴史博物館がある宇佐風土記の丘は、九州有数の大規模な古墳群である川部・高森古墳群内に位置している。

## 施設内容
- エントランスホール
  - 熊野磨崖仏大日如来像複製模型
- 常設展示「豊の国・おおいたの歴史と文化」
  - 富貴寺大堂の世界
  - 生　死　いのり
  - 豊の古代仏教文化
  - 宇佐八幡の文化
  - 六郷山の文化
  - 広がる仏教文化
  - 信仰とくらし
- 展望ロビー
- 企画展示室1
- 企画展示室2
  - 匠たちのわざ
- 情報サロン

※開館時間・休館日・入館料・アクセス等の詳細は外部リンク節にある博物館公式サイトを参照のこと。

## 所蔵文化財

### 重要文化財（国指定）
- 大分県免ヶ平古墳出土品（宇佐市川部出土）[1]
  - 神獣鏡2面、鉄製品47点、石製品19点、ガラス小玉14点（以上石室出土）
  - 神獣鏡1面、鉄刀子1口、石製品5点（以上石棺出土）